# Wallace Stegner
Wallace Stegner (Lake Mills, Iowa, 18 de febrer de 1909 - Santa Fe, Nou Mèxic, 13 d'abril de 1993) va ser un escriptor estatunidenc reconegut per l'estil optimista i líric de les seves obres i la seva defensa de la natura. Va ensenyar literatura i escriptura creativa a diverses universitats estatunidenques, entre elles Hardvard. Entre altres premis va ser guardonat amb el Premi Pulitzer d'Obres de Ficció el 1972 i el National Book Award el 1977.

## Obres més destacades
- Remembering Laughter
- Joe Hill: A Biographical Novel
- Angle of Repose
- The Spectator Bird
- The Women On the Wall
- Writer's Art: A Collection of Short Stories